# Ernst G. Bauer

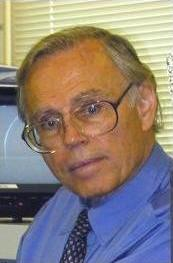
Ernst G. Bauer

Ernst G. Bauer (* 27. Februar 1928) ist ein deutsch-amerikanischer Physiker.
Bauer erhielt an der Ludwig-Maximilians-Universität München das Diplom für Physik 1953 und den Doktor 1955. 1958 wechselte er an das Michelson Laboratory in China Lake (Kalifornien), wo er Leiter der Crystal Physics Branch wurde und auch Staatsbürger der USA. 1969 wurde er Professor und Direktor am Physikinstitut der Technischen Universität Clausthal. Bauer wurde 1991 Distinguished Research Professor an der Arizona State University, wo er bis 1996 Teilzeit zu seiner Stelle in Deutschland arbeitete. Seit 1996 ist er nur noch an der Arizona State University.
Bauer forscht im Bereich der Epitaxie und der dünnen Schichten. 1962 erfand er das niederenergetische Elektronenmikroskops (engl.  Low Energy Electron Microscope (LEEM)).

## Auszeichnungen
- 1988 Gaede-Preis der Deutschen Vakuumgesellschaft
- 1991 Fellow der American Physical Society
- 1992 Medard W. Welch Award
- 1994 Niedersächsischer Staatspreis für Wissenschaft – für die Erfindung des niederenergetischen Elektronenmikroskops
- 2003 Award of the Japan Society for Promotion of Science’s 141st Committee on Microbeam Analysis
- 2004 BESSY Innovation Award on Synchrotron Radiation
- 2005 Davisson-Germer-Preis
- 2008 Humboldt-Forschungspreis
- 2008 Ehrendoktor der Maria-Curie-Skłodowska-Universität, Lublin, Polen
- 1989 Korrespondierendes Mitglied der Akademie der Wissenschaften zu Göttingen